# Francisco Albarracín
Francisco Albarracín fue un médico argentino del siglo xix que ejerció su profesión en la ciudad de Buenos Aires y en la provincia de San Juan.

## Biografía
Francisco Albarracín nació en Ciudad de San Juan, Argentina ca. 1840, hijo de José Isidoro Albarracín Castro y de Juana Gertrudis Coll Pastoriza. 
Ingresó a la Facultad de Medicina de la Universidad de Buenos Aires ca. 1859.
Al estallar en 1865 la Guerra de la Triple Alianza el Ejército Argentino carecía de personal médico suficiente por lo que un grupo de estudiantes se alistaron como voluntarios en el Cuerpo de Sanidad y marcharon al frente.
Entre ellos se distinguió Albarracín, quien cursaba 6° año de la carrera y era de hecho el más avanzado en sus estudios de los voluntarios que nutrieron y constituyeron el grueso de la Sanidad Militar Argentina al comienzo del conflicto.
Licenciado y autorizado a regresar a Buenos Aires para cerrar sus estudios, tras doctorarse regresó a San Juan, donde integró el Consejo de Higiene de la provincia junto a Facundo Larrosa y Eduardo Keller. Formó parte del Tribunal de Medicina de San Juan en el año 1869. En 1875 ejercía su profesión y la docencia en la ciudad de Buenos Aires. Falleció en la provincia de Buenos Aires.